# Burg Obernberg
Die Burg Obernberg ist eine Höhenburg in der gleichnamigen Gemeinde im Bezirk Ried im Innkreis von Oberösterreich.

## Geschichte
Die erste Burganlage wurde von den Grafen von Formbach im 10. Jahrhundert (Obere Burg) erbaut. Diese ließen die Burg von einem Burggrafen verwalten. Aus dem Jahr 1160 ist ein Meginhart de Obernberge bezeugt. Von den Grafen von Formbach bzw. ihren Nachfolgern, den Grafen von Andechs, wurde Obernberg 1191 an das Bistum Passau abgetreten. Bischof Wolfker ließ Obernberg 1199–1202 zu einer beinahe uneinnehmbaren Festung ausbauen. 1241 überfielen die Muhringer (Meinhard von Mörringen) von Eberschwang Veste und Markt Obernberg. Herzog Friedrich II. von Österreich konnte die Burg 1243 nach einer Belagerung durch einen Verrat einnehmen. Die Burghut wurde an die Grafen Ulrich und Wernhart von Schaunberg übertragen. Diese konnten 1245 einer sechswöchigen Belagerung durch den Passauer Bischof Rüdiger, der mit dem Herzog Otto von Bayern verbündet war, standhalten. 1246 gab Herzog Friedrich die Burg an das Bistum Passau zurück, die dann von Herzog Otto besetzt wurde. Als Otto von Lonsdorf zum neuen Bischof von Passau gewählt wurde, fiel die Burg wieder an Passau zurück und verblieb beim Bistum bis zur Säkularisation im Jahre 1803. 1368 brach in Obernberg ein großes Feuer aus. Obernberg wurde 1368 an Bayern verpfändet, 1372 wurde es nach einem Überfall durch Reichker von Riedenberg und Zacharias Haderer für vier Jahre an das Erzbistum Salzburg verpfändet, 1388 kam es für einige Zeit an Herzog Albrecht III. und 1411 wurde es an die Ezzelin Graf von Ortenburg verpfändet. Ein Kuchler, der Obernberg um 1427 verwaltete, führte 1466 eine Maut ein.
1550 ließ Bischof Graf Wolfgang von Salm hier einen Neubau als Wohn- und Amtshaus für den jeweiligen Pfleger errichten. Sein Wappen mit der Jahreszahl 1550 ist oberhalb des Tores angebracht; die Aufschrift lautet „1550. Daminus videbit. W. E. P. C. A. SALM“ (d. h. Wolfgang episcopus Passaviensis, Graf von Salm). Im Spanischen Erbfolgekrieg wurde Obernberg 1701 von den bayerischen Truppen besetzt. Im Bauernaufstand von 1705 wurde der Markt von den Aufständischen eingenommen.
1782 kam Obernberg zu Österreich, das Bistum Passau blieb aber noch Grundherr. Nach der Säkularisation wurde Obernberg an Österreich abgetreten. Im Schloss wurde nun ein k.u.k. Land- und Pflegegericht eingerichtet.
1807 wurden etliche Baulichkeiten verändert, so wurde auch der noch vorhandene gotische Bergfried abgetragen. 1848 wurde aus dem Landgericht ein Kreisgericht und 1850 ein k.u.k. Bezirksgericht. Heute ist auf Burg Obernberg ein Kunsthaus untergebracht.

Burg Obernberg
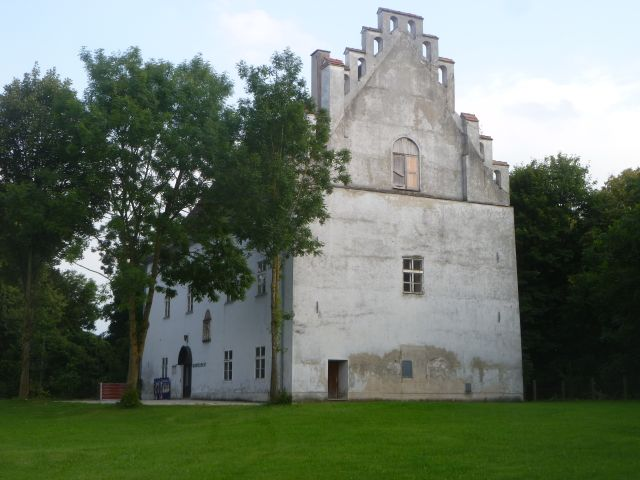
Gerichtsgebäude von Burg Obernberg
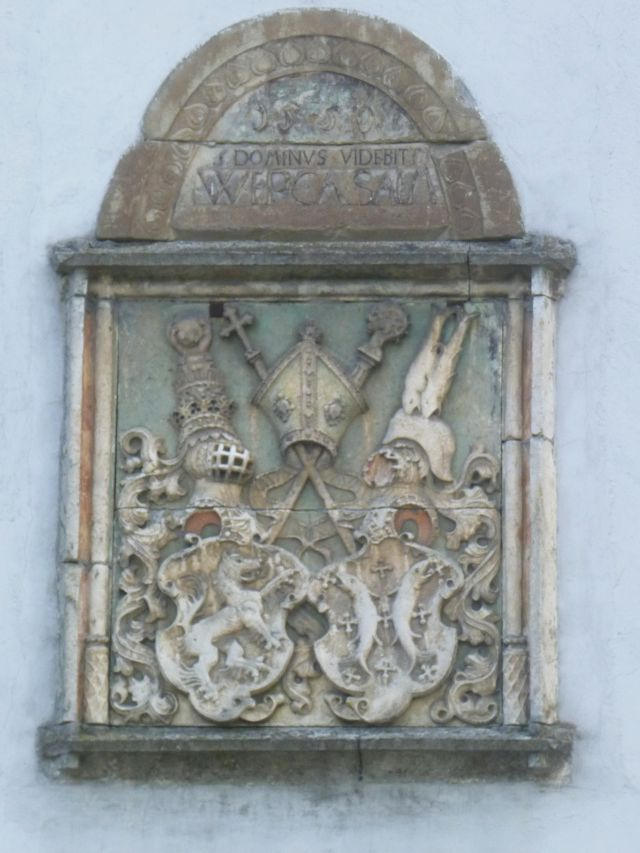
Wappen von Wolfgang von Salm auf dem Gerichtsgebäude
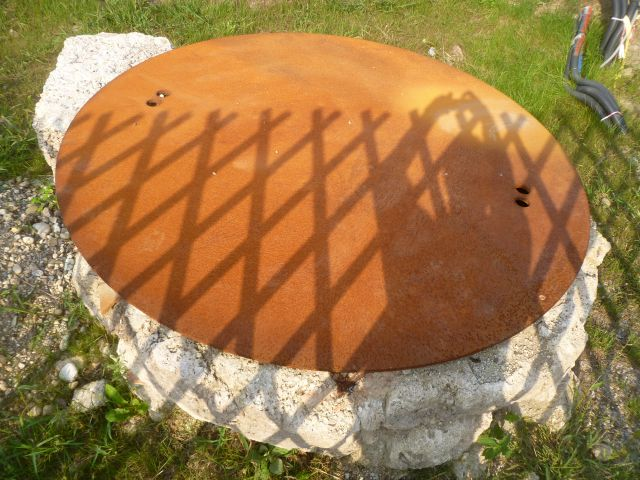
Ehemals abgedeckter Brunnenschacht
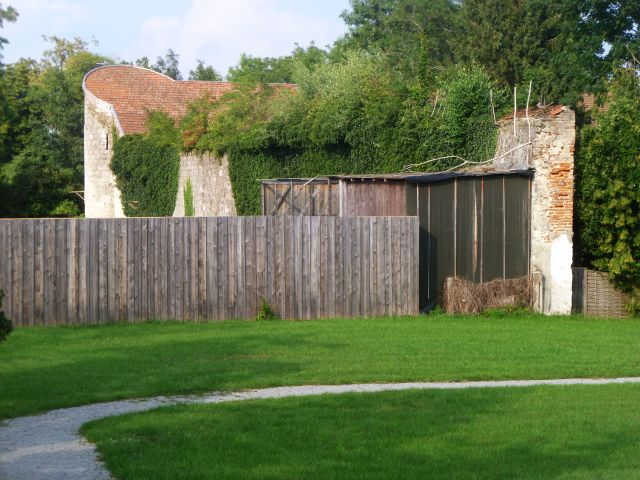
Reste der Ringmauer

## Schloss Obernberg heute
Die Burg steht auf einer steil zum Inn abfallenden Uferterrasse. Das Vorgelände ist immer noch durch einen tiefen Graben getrennt. Heute stehen hier zwei baulich nicht zusammengehörende Gebäude mit den Resten einer Ringmauer, in die eine Poterne eingelassen ist. Zurzeit ist hier eine Falknerei untergebracht. An der Nord- und Westseite sind zwei Rundtürme erhalten geblieben, der große Turm, die Ost- und Südmauer mit Gebäuden, Torturm und Zugbrücke sind abgetragen worden. Der früher vorhandene Halsgraben ist unter Verwendung des Abbruchmaterials zugeschüttet worden; heute sind nur mehr zwei seichte Eintiefungen erkennbar.
Eines der Gebäude ist das 1550 errichtete Amts- und Gerichtshaus. Der davon isoliert stehende Querbau aus Tuffsteinen ist wesentlich älter, es handelt sich um den bezeugten Kasten (Zehenthaus, Getreidespeicher, Silo), der 1912 zu einem Beamtenwohnhaus geworden ist und heute als Kunsthaus verwendet wird. Vorhanden ist noch ein 63 m tiefer Brunnenschacht, welcher saniert und somit optisch ins Gelände eingegliedert wurde. Zwischen beiden Gebäuden ist heute eine Rasenanlage, die den ehemals sehr wehrhaften Charakter der Anlage etwas verwischt. Rund um das Gebäude führte ein Promenadenweg (Bischof Wolfker Weg) mit Blick auf den Inn. Begehbar blieb hier, nach einem Hangrutsch und der Verwilderung nur noch der rechte Weg Richtung Mautnerstiege.